# Thomas Rongen
Thomas Eddy Rongen (geboren am 31. Oktober 1956) ist ein niederländisch-amerikanischer Fußballtrainer, der den Großteil seiner Spieler- und Trainerlaufbahn in den Vereinigten Staaten verbracht hat. Im Dezember 2016 wurde er zum Chefscout der amerikanischen Fußballnationalmannschaft der Männer ernannt. Rongen wurde in der ersten Saison der MLS 1996 als MLS-Trainer des Jahres ausgezeichnet, als er Tampa Bay Mutiny zur besten Bilanz der regulären Saison führte. Seine Arbeit als Trainer der Nationalmannschaft von Amerikanisch-Samoa wurde 2014 in dem Dokumentarfilm Next Goal Wins – Das Spiel ihres Lebens und 2023 in dem biografischen Comedy-Drama Next Goal Wins gezeigt.

## Spielerkarriere
Rongen begann seine Spielerkarriere beim AFC Amsterdam, bei dem er von 1973 bis 1979 als defensiver Mittelfeldspieler und Verteidiger spielte.
1979 zog Rongen in die Vereinigten Staaten und schloss sich den Los Angeles Aztecs in der North American Soccer League an. Rongen verbrachte die gesamte Saison 1979 bei den Aztecs. Anschließend begann er die Saison 1980 in Los Angeles, bevor er am 12. Juli 1980 an die Washington Diplomats verkauft wurde. Das Team stieg am Ende der Saison ab und Rongen wechselte zu den Fort Lauderdale Strikers, bei denen er die nächsten drei Spielzeiten blieb. 1984 verlegte Joe Robbie, der Besitzer der Strikers, die Mannschaft nach Minneapolis, wo sie in Minnesota Strikers umbenannt wurde. Rongen zog mit dem Team um und verbrachte die Hallenfußball-Saison 1984 dort. Die Liga wurde am Ende der Saison eingestellt.
Für die Saison 1984/85 wechselten die Strikers in die Major Indoor Soccer League (MISL). Am 22. Mai 1985 schloss sich Rongen South Florida Sun aus der United Soccer League an, die nach sechs Spielen wieder aufgelöst wurde. Im Oktober 1985 unterschrieb Rongen bei den Chicago Sting aus der MISL. Am Ende der Saison zog er nach Florida, um Jugend- und High-School-Fußball zu trainieren. Im Jahr 1987 spielte er für die Houston Dynamos der Lone Star Soccer Alliance. Am 8. Januar 1988 unterschrieb er als erster Spieler bei den Fort Lauderdale Strikers in der neu gegründeten American Soccer League und spielte bis 1993 für die Strikers.

## Trainerkarriere
Rongen begann seine Trainerkarriere 1984 als Assistent bei der Jungenmannschaft der Pope John Paul II High School. Am 27. Juni 1986 wurde er zum Cheftrainer ernannt. Während seiner Zeit als Trainer der PJPII High School erzielte er mit der Mannschaft eine Bilanz von 32 Siegen, 6 Unentschieden und 5 Niederlagen. Er wurde zweimal zum Sun Sentinel Coach of the Year gewählt. Am 16. Mai 1988 trat er von seinem Posten zurück.
Er trainierte auch den Plantation Eagles Soccer Club. Dies führte dazu, dass er zum Trainer der U-23-Fußballmannschaft von Florida ernannt wurde, die am 8. März 1987 die Nationalmannschaft der Vereinigten Staaten besiegte.
Rongen war auch Assistent der Männer-Fußballmannschaft der Nova Southeastern University. Im August 1988 wurde er als Trainer der Jungenmannschaft der South Plantation High School eingestellt.
Am 8. Februar 1989 löste er Wim Suurbier als Cheftrainer der Strikers ab. Mit den Strikers holte er 1989 den ASL-Titel und führte das Team dann im nationalen Meisterschaftsspiel zum Sieg über die San Diego Nomads. 1990 wurde er zum APSL-Trainer des Jahres gewählt. Im August 1994 trat er als Cheftrainer zurück. Im November 1990 löste er Hal Henderson als Cheftrainer der Nova Southeastern University ab. Er trainierte das Team fünf Spielzeiten lang und erzielte eine Bilanz von 50 Siegen, 35 Unentschieden und 8 Niederlagen.

### Major League Soccer
Rongen war einer der ersten Trainer in der Major League Soccer, als er 1996 die Tampa Bay Mutiny in ihrer ersten Saison trainierte, mit denen er die reguläre MLS-Saison gewann und auch den MLS Coach of the Year Award erhielt. Nach einem Jahr bei den Mutiny wechselte Rongen zu New England Revolution, die er 1997 und 1998 trainierte. Nach Revolution trat Rongen die Nachfolge von Bruce Arena als Cheftrainer von D.C. United an, das er 1999 zum Titel des MLS Supporters’ Shield und zum MLS Cup führte. Im Jahr 2001 verlor Rongen seinen Job bei United und wurde durch Ray Hudson ersetzt.

### Nationalmannschaften

#### U-20-Nationalmannschaft der Vereinigten Staaten
Nach seinem Ausscheiden bei United wurde Rongen zum Cheftrainer der US-U-20-Nationalmannschaft ernannt, die er von 2001 bis zu seiner Ernennung zum Cheftrainer von CD Chivas USA in der ersten Saison des Teams 2005 trainierte. Nach zehn Spieltagen und einer Bilanz von einem Sieg, einem Unentschieden und acht Niederlagen wurde er von seinen Aufgaben als Cheftrainer entbunden.
Im Jahr 2006 wurde Rongen erneut zum Cheftrainer der U-20-Nationalmannschaft der Vereinigten Staaten ernannt und führte das Team zur U-20-Weltmeisterschaft 2007 und zur U-20-Weltmeisterschaft 2009. Im Mai 2011 wurde er entlassen, nachdem sich die Mannschaft nicht für die Weltmeisterschaft in Kolumbien qualifiziert hatte.

#### Amerikanisch-Samoa
Im Jahr 2011 wurde Rongen Nationaltrainer von Amerikanisch-Samoa. Mit Rongen an der Spitze und nach drei Wochen körperlichen und inspirierenden Trainings konnte Amerikanisch-Samoa am 22. November 2011 gegen Tonga den bislang zweiten Sieg überhaupt in der Qualifikation für die Weltmeisterschaft 2014 feiern. Unter Rongen erreichte Amerikanisch-Samoa Platz 173 in der FIFA-Weltrangliste. Seine Arbeit mit dem Team von Amerikanisch-Samoa steht im Mittelpunkt des britischen Dokumentarfilms Next Goal Wins – Das Spiel ihres Lebens (2014) und Next Goal Wins (2023) mit Michael Fassbender als Rongen in der Hauptrolle.

### MLS und NASL
Rongen wurde vor der Saison 2012 Direktor der Toronto FC Academy und schloss sich damit seinen Landsleuten Aron Winter und Bob de Klerk beim Toronto FC an.
Im Dezember 2014 wurde er zum Cheftrainer der Tampa Bay Rowdies ernannt. Rongen wurde am 21. August 2015 zusammen mit General Manager/Präsident Farrukh Quraishi entlassen.
Ende 2016 wurde Rongen von Bruce Arena als leitender internationaler Scout für die Nationalmannschaft der Vereinigten Staaten angestellt.

## Jobs als Kommentator
Derzeit ist er als Sportkommentator für CBS Sports und beIN Sports tätig.

## Persönliches Leben
Rongen heiratete Gail Megaloudis im Jahr 1996. Er ist Stiefvater der Kinder von Gail und Nicky Megaloudis, Nicole und Chris. Im Jahr 2004 starb Nicole im Alter von 19 Jahren bei einem Autounfall auf der I-64 West in Goochland County, Virginia. Rongen trug die Baseballkappe seiner Stieftochter während des Sieges von Amerikanisch-Samoa über Tonga, wie in Next Goal Wins zu sehen ist.

## Erfolge
Fort Lauderdale Strikers
- American Soccer League: 1989

Tampa Bay Mutiny
- MLS Supporters’ Shield: 1996

D.C. United
- MLS Cup: 1999
- MLS Supporters’ Shield: 1999

Vereinigte Staaten U-20
- CONCACAF U-20-Meisterschaft: 2009

Persönlich
- American Professional Soccer League Trainer des Jahres: 1990
- MLS Trainer des Jahres: 1996